# Штандарт (яхта, 1857)
Штандарт — большая колёсная императорская яхта.

## История создания

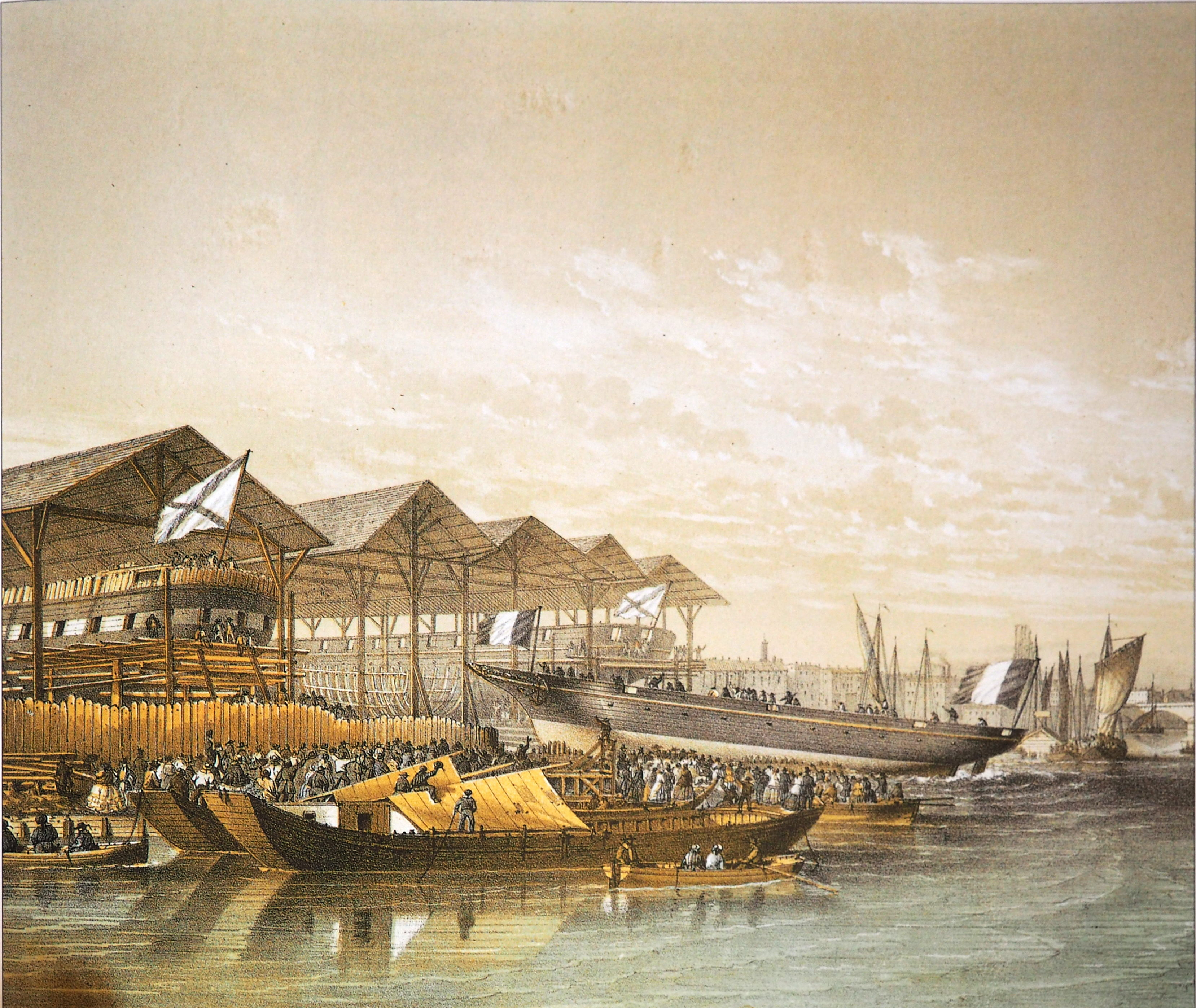
Спуск на воду корвета Renaudin, в эллинге видны строящиеся корпуса фрегата «Светлана», корвета «Баян» и яхты «Штандарт»

В конце 1856 года Александром II было принято решение о постройке новой паровой императорской яхты с большой дальностью хода.
В июне 1856 года был подписан договор между Морским министерством Российской империи и французской верфью «Колло и Компания» (фр. Collas at Comp), которая располагалась в городе Бордо, на строительство фрегата и корвета. В 1857 году сложное финансовое положение владельца верфи Б. Колло заставило продать её предпринимателю инженеру Арману. Верфь стала именоваться фр. Kredit Maritaime & Arscan.
9 июня 1857 года прошла церемония закладки колёсного корвета под названием «Александра». Корвет строился как яхта для Императорского двора. В ходе строительства яхту переименовали в «Штандарт». Наблюдающим за строительством был назначен капитан 1-го ранга П. Ю. Лисянский, исполняющего обязанности командира другого строящегося в это же время винтового фрегата «Светлана».
7 октября «Штандарт» совместно с фрегатом «Светлана» вышла в Кронштадт, по пути посетив Шербур и Киль, где была осмотрена великим князем Константином Николаевичем, который был удовлетворён качеством постройки о чём и телеграфировал императору.

## Конструкция
Представляет собой деревянную двухмачтовую колесную яхту водоизмещением 895 т. Оригинальное носовое украшение яхты состояло из овального щита с царской короной по центру и идущих от него вдоль бортов рельефных изображений двух развевающихся императорских штандартов. Стоимость корабля 345 тыс. руб.

## Служба

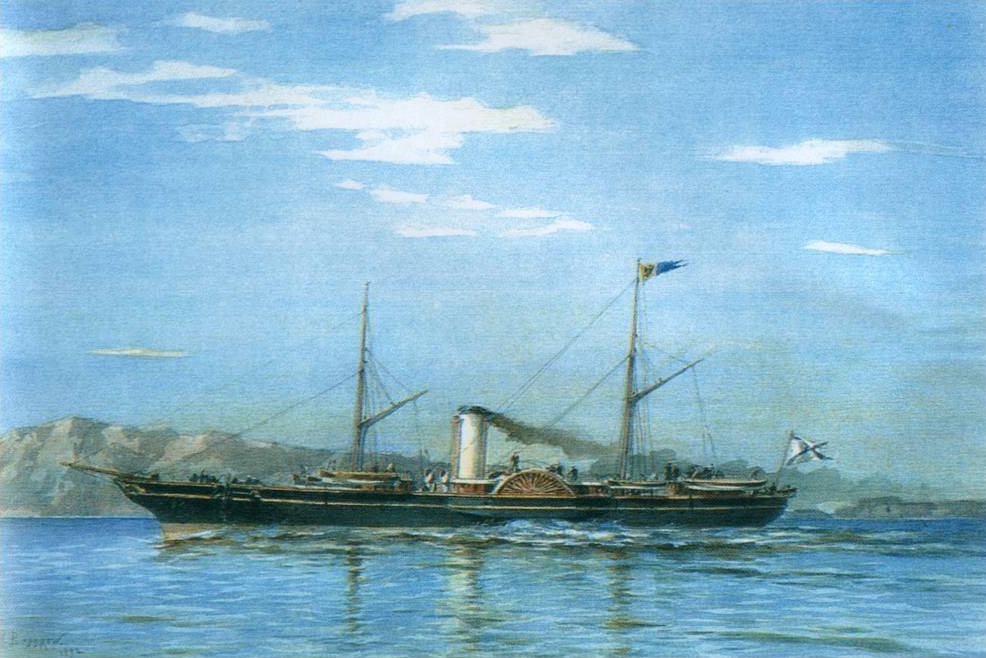
Яхта на картине Беггрова

После дооборудования в 1861 году яхта совместно с другими императорскими яхтами зачислена в состав судов Гвардейского экипажа. «Штандарт» с членами императорской семьи до 1872 года, в июле — сентябре совершала походы в финские шхеры, где посещала Гельсингфорс, Фридрихсгам, а иногда доходила до Або. Кроме того яхта совершала и более дальние походы в Копенгаген и Стокгольм, а в конце 1874 года совершила поход в Средиземное море, где находилась в распоряжении императрицы Марии Александровны. Последние годы службы, до 1892 года, использовалась для летних плаваний великих князей.

## Командиры
- 18.11.1857 - 3.11.1858 капитан 2-го ранга И. П. Панафидин;
- 3.11.1858[4] - 4.4.1862 капитан 2-го ранга (с 8.9.1859 капитан 1-го ранга) Д. А. Всеволожский;
- 1862 - 1871 капитан 2-го ранга (с 1.1.1866 капитан 1-го ранга) Д. З. Головачёв[5].